# 全米トップ40 THE 80'S
全米トップ40 THE 80'S（ぜんべいとっぷフォーティ・ジ・エイティーズ）は、アール・エフ・ラジオ日本（通称：ラジオ日本）で2010年から2017年にかけて放送された洋楽の音楽番組。アメリカ合衆国で1970年から現在も毎週放送されているカウントダウン番組「American Top 40」のうち1980年代に放送された回を、日本で放送していた。
同時期に始まった「全米トップ40 THE 80'S DELUXE EDITION」（ぜんべいとっぷフォーティ・ジ・エイティーズ・デラックス・エディション）は、「全米トップ40 THE 80'S」に日本語解説を加えたもので、2019年現在もラジオ日本にて木曜日 25:00（＝金曜日 午前1:00）から放送中である。

## 概要

### 「American Top 40」
米国のラジオ番組「American Top 40」は1970年7月4日に放送開始。毎週、アメリカの音楽ヒットチャートのランキングを40位から1位までカウントダウン形式で紹介する番組で、通称は「AT40」。
DJのケイシー・ケイサムが1988年まで番組を担当。1988年途中からは2代目DJとしてシャドー・スティーブンスが番組を担当。1995年1月28日の放送でいったん番組終了。1998年3月に番組が復活し、初代DJのケイシー・ケイサムが再び番組を担当する。2004年途中からは3代目DJとしてライアン・シークレストが番組を担当している（2017年11月時点も放送中）。4時間枠のラジオ番組で、CMを除いた放送時間は3時間15分である。
また、米国のラジオ番組「American Top 40」は、日本語解説などを加えて日本のラジオ局でも放送され、米国の最新ヒットチャートが日本で紹介されていた。

### 「全米TOP40」
ラジオ関東（1981年に社名をアール・エフ・ラジオ日本に変更し、通称もラジオ日本に変更）では「全米TOP40」の番組名で「American Top 40」の日本版を1972年10月14日から1986年9月27日の14年間放送した。（1986年10月からは「American Top 40」の日本版の放送はFM東京（1990年に愛称をTOKYO FMに変更）をキー局とするJAPAN FM NETWORKに移った）
「全米TOP40」の番組DJは湯川れい子（音楽評論家）と坂井隆夫（ラジオ関東アナウンサー）。他にも矢口清治（ラジオDJ）や今泉圭姫子（音楽評論家）のデビューのきっかけとなった。また、この番組はラジオ関西（CR）でも放送された。
また、ラジオ日本では2005年のナイターオフ期間中のみ放送された「ダイ&チャッピーのワールドトップ40」にて「全米TOP40」が復活した。ラジオ日本で「全米TOP40」が放送された1972年から1986年の年間チャートを紹介する番組で、番組DJは鈴木ダイと山本さゆり。

### 「全米トップ40 THE 80'S」
2010年10月期からラジオ日本にて「全米トップ40 THE 80'S」と「全米トップ40 THE 80'S DELUXE EDITION」の放送が開始された。
「全米トップ40 THE 80'S」は、2010年10月2日から毎週土曜日の18:00からの3時間枠で放送開始。ケイシーが番組DJ担当だった頃の1980年代に制作されたものをほぼ原盤のまま「全米トップ40 THE 80'S」として放送した。1980年1月第1週から1989年12月最終週までアメリカで放送されたものの中からランダムに放送する構成。プロ野球中継のため放送のない週もありながら、放送曜日・時刻を変え、放送枠も2時間枠に変わりながら番組は続き、2017年3月19日の放送をもって番組は終了した。
ラジオ関西での放送はないものの、ぎふチャンでも放送された。
番組途中（土曜日18:00開始の時期には18:40 - 18:50）で番組を中断して「読売新聞ニュース・天気予報・ラジオ日本交通情報【九段】」と「タイアップ年の出来事を紹介」するミニ番組を放送していた。この時間はローカル枠となるため、岐阜では「オールディーズをあなたに」というミニ番組で穴埋めされた。

#### 放送時間
「全米トップ40 THE 80'S」の制作局のラジオ日本での放送曜日・時刻の変遷は以下の通り。
- 2010年10月2日[1] - 2011年3月26日[2]（6カ月間）　土曜日 18:00〜21:00（3時間枠）
- 2011年4月2日[3] - 2012年3月31日[4]（1年間）　土曜日 24:00〜27:00（＝日曜日 午前0:00〜3:00、3時間枠）
- 2012年4月7日[5] - 2013年9月28日[6]（1年6カ月間）　土曜日 18:00〜21:00（3時間枠）
- 2013年10月5日[7] - 2015年3月28日[8]（1年6カ月間）　 土曜日 18:00〜20:00（2時間枠）
- 2015年4月5日[9] - 2016年9月25日[10]（1年6カ月間）　日曜日 17:55〜20:00（2時間枠）
- 2016年10月2日[11] - 2017年3月19日[12]（6カ月間）　日曜日 18:00〜20:00（2時間枠）

2011年4月からは、野球中継との兼ね合いから枠移動、土曜24:00から3時間枠で放送される。
2012年4月からは土曜17:55 - 21:00に3時間枠で生放送されることになり、ぎふチャンへのネットも再開される。2013年10月からは『中央競馬的中戦隊☆アテルンジャー』開始に伴い、20:00までの2時間枠に短縮された。
2015年4月からは土曜日に別の新番組『三波豊和の歌うラジオ』が同時刻に入るため、日曜日に移動した。
2016年度からはラジオ日本とTBSラジオの提携により、ヤクルト主管試合を除く巨人戦のビジターの試合が多く放送されるが、土曜・日曜のナイター中継は提携対象外（報道音源の融通のみ実施）となるため、本番組は前年同様の体制で放送された。

### 「全米トップ40 THE 80'S DELUXE EDITION」
先述した通り、2010年10月期からラジオ日本にて「全米トップ40 THE 80'S」と「全米トップ40 THE 80'S DELUXE EDITION」の放送が開始された。
「全米トップ40 THE 80'S DELUXE EDITION」は、2010年10月3日から毎週日曜日の22:00からの1時間枠で放送開始。「全米トップ40」の番組アシスタントとしても名を馳せた、矢口清治が日本側の番組DJを務める。番組内容は、同じ週に放送した「全米トップ40 THE 80'S」に矢口による日本語解説やリスナーからのお便りの紹介を加えたものである。「全米トップ40 THE 80'S」は2017年3月に放送終了したが、「DELUXE EDITION」はその後も放送を続けている。
- 2022年10月14日（13日深夜）には当時のラジオ関東で「全米トップ40」が放送開始されてちょうど50年を記念し、湯川れい子と坂井隆夫をゲストに50周年スペシャルが生放送[14]された。

2021年から毎年1月1日には湯川れい子をゲストに迎えて、神奈川県住宅供給公社の特別協賛による正月スペシャルが生放送されている
| 放送対象地域 | 放送局名         | 放送時間                                        | 放送期間                      | 備考    |
| ------------ | ---------------- | ----------------------------------------------- | ----------------------------- | ------- |
| 神奈川県     | ラジオ日本（RF） | 毎週金曜 1:00 - 2:00 （毎週木曜 25:00 - 26:00） | 2010年10月3日 -               | 製作局  |
| 熊本県       | 熊本放送（RKK）  | 毎週火曜 22:00 - 23:00                          | 2016年3月29日 -               | 2日先行 |
| 静岡県       | 静岡放送（SBS）  | 毎週金曜 21:00 - 22:00                          | 2019年10月4日 - 2020年3月27日 | 1日遅れ |
| 静岡県       | 静岡放送（SBS）  | 毎週水曜 21:00 - 22:00                          | 2020年9月30日 - 2021年3月24日 | 1日先行 |
| 静岡県       | 静岡放送（SBS）  | 毎週水曜 21:00 - 22:00                          | 2021年9月29日 - 2022年3月23日 | 1日先行 |

#### 放送時間
「全米トップ40 THE 80'S」の制作局のラジオ日本での放送曜日・時刻の変遷は以下の通り。
- 2010年10月3日[13] - 2017年3月26日[22]（6年6カ月間）　日曜日 22:00〜23:00（1時間枠）
- 2017年4月6日[23] - 現在　木曜日 25:00〜26:00（＝金曜日 午前1:00〜2:00、1時間枠）